# باشگاه فوتبال جم آبادان
جم آبادان که در مقاطعی به عنوان شاهین آبادان نیز شناخته می‌شد، یکی از قدیمی‌ترین تیم‌های ایران بود که در شهر آبادان قرار داشت. مرحوم پرویز دهداری سابقه بازی در این تیم را در کارنامه خود داشت. 

## دوران حرفه‌ای
این باشگاه در سال ۱۳۳۶ به مقام سوم مسابقات جام قهرمانی فوتبال ایران دست پیدا کرد و در سال ۱۳۳۹ توانست قهرمان جام قهرمانی فوتبال ایران شود و نخستین جام سراسری خود را کسب نماید. این تیم در جام منطقه‌ای ۱۳۵۰ حاضر بود و در رده هفتم جدول قرار گرفت.

## افتخارات

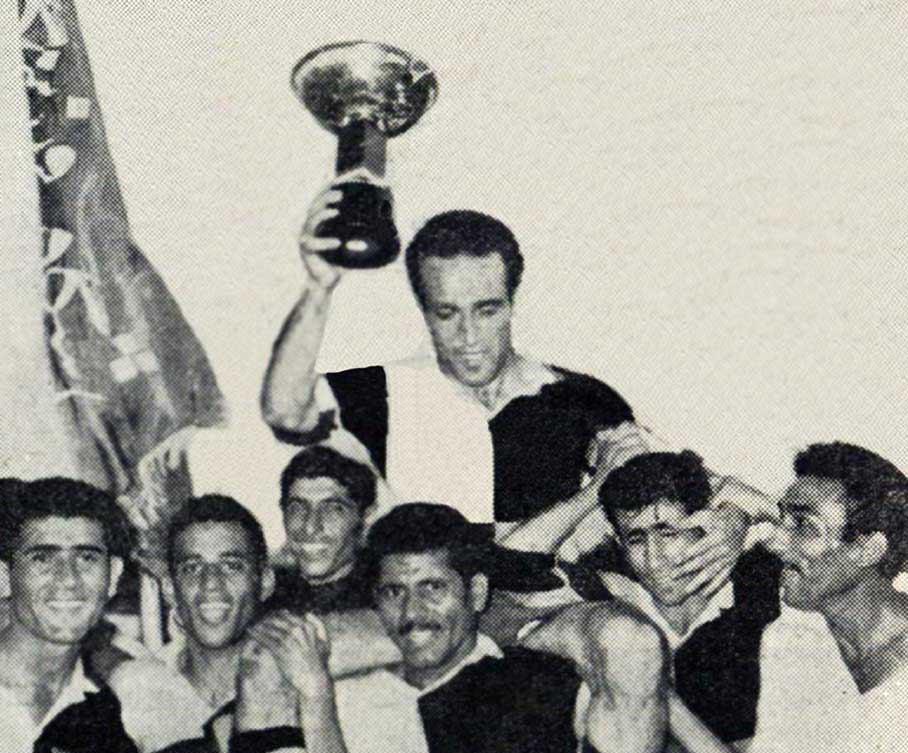
قهرمانی شاهین آبادان در جام قهرمانی فوتبال ایران

جام قهرمانی ایران
- قهرمان (۱): ۱۳۳۹